# Herbert-Award 2011
Die vierte Verleihung des Herbert-Award fand am 23. Mai 2011 im Hamburger Grand Elysée Hotel statt. Es wurden Preise in elf Kategorien verteilt.

## Beste Sportfachzeitschrift
| Platz | Zeitschrift            | Punkte |
| ----- | ---------------------- | ------ |
| 01.   | Sport Bild             | 8401   |
| 02.   | Kicker-Sportmagazin    | 8030   |
| 03.   | 11 Freunde             | 3255   |
| 04.   | Handballwoche          | 1688   |
| 05.   | Skimagazin             | 1402   |
| 06.   | Leichtathletik Magazin | 1389   |
| 07.   | Bravo Sport            | 1354   |
| 08.   | Runner’s World         | 1288   |
| 09.   | Motorsport aktuell     | 1214   |
| 10.   | Radsport               | 923    |

## Bester Sportteil in einer Tageszeitung
| Platz | Zeitung                                | Punkte |
| ----- | -------------------------------------- | ------ |
| 01.   | Bild                                   | 7438   |
| 02.   | Frankfurter Allgemeine Zeitung         | 6089   |
| 03.   | Süddeutsche Zeitung                    | 5927   |
| 04.   | Bild am Sonntag                        | 5032   |
| 05.   | Die Welt                               | 4594   |
| 06.   | Welt am Sonntag                        | 4016   |
| 07.   | Die Zeit                               | 1248   |
| 08.   | Frankfurter Allgemeine Sonntagszeitung | 1216   |
| 09.   | Berliner Morgenpost                    | 908    |
| 10.   | Hamburger Abendblatt                   | 857    |

## Bester Sportauftritt Magazin/Wochenzeitung
| Platz | Zeitschrift/Zeitung   | Punkte |
| ----- | --------------------- | ------ |
| 01.   | Der Spiegel           | 8092   |
| 02.   | Fit for Fun           | 7154   |
| 03.   | Stern                 | 6783   |
| 04.   | Focus                 | 5653   |
| 05.   | Men’s Health          | 4944   |
| 06.   | Playboy               | 3435   |
| 07.   | Gentlemen’s Quarterly | 2380   |
| 08.   | Bunte                 | 1700   |
| 09.   | Gala                  | 1361   |
| 10.   | Shape                 | 884    |

## Bester Sport-Internetauftritt
| Platz | Website            | Punkte |
| ----- | ------------------ | ------ |
| 01.   | sport1.de          | 9648   |
| 02.   | sport.zdf.de       | 5941   |
| 03.   | kicker.de          | 5364   |
| 04.   | sportschau.de      | 4932   |
| 05.   | eurosport.yahoo.de | 3709   |
| 06.   | sportbild.de       | 3168   |
| 07.   | bundesliga.de      | 2772   |
| 08.   | transfermarkt.de   | 1968   |
| 09.   | spox.com           | 1647   |
| 10.   | sport.de           | 1517   |

## Beste Sportsendung
| Platz | Sendung                           | Punkte |
| ----- | --------------------------------- | ------ |
| 01.   | Das aktuelle sportstudio          | 8784   |
| 02.   | Sportschau                        | 8495   |
| 03.   | sky Bundesliga Konferenz          | 4392   |
| 04.   | ZDF-Sportreportage                | 3420   |
| 05.   | Formel 1 live RTL                 | 2951   |
| 06.   | TV total Turmspringen             | 2844   |
| 07.   | ran Champions League              | 2376   |
| 08.   | Blickpunkt Sport                  | 2268   |
| 09.   | Bundesliga Alle Spiele, Alle Tore | 2123   |
| 10.   | Doppelpass                        | 1980   |

## Bester Sportexperte
| Platz | Person                | Punkte |
| ----- | --------------------- | ------ |
| 01.   | Jürgen Klopp          | 9107   |
| 02.   | Franz Beckenbauer     | 4644   |
| 03.   | Sven Fischer          | 3385   |
| 04.   | Oliver Kahn           | 2953   |
| 05.   | Günter Netzer         | 2520   |
| 06.   | Mehmet Scholl         | 2340   |
| 07.   | Franziska van Almsick | 2197   |
| 08.   | Stefan Kretzschmar    | 2052   |
| 09.   | Kati Wilhelm          | 1805   |
| 10.   | Ottmar Hitzfeld       | 1734   |

## Bester Sportmoderator
| Platz | Person                   | Punkte |
| ----- | ------------------------ | ------ |
| 01.   | Günther Jauch            | 5823   |
| 02.   | Frank Buschmann          | 4059   |
| 03.   | Gerhard Delling          | 3848   |
| 04.   | Katrin Müller-Hohenstein | 3691   |
| 05.   | Wolf-Dieter Poschmann    | 2993   |
| 06.   | Johannes B. Kerner       | 2838   |
| 07.   | Rudi Cerne               | 2503   |
| 08.   | Sebastian Hellmann       | 1929   |
| 09.   | Matthias Opdenhövel      | 1886   |
| 10.   | Reinhold Beckmann        | 1681   |

## Bester Sport-Livekommentator
| Platz | Person                | Punkte |
| ----- | --------------------- | ------ |
| 01.   | Tom Bartels           | 5631   |
| 02.   | Béla Réthy            | 5332   |
| 03.   | Wolff-Christoph Fuss  | 4839   |
| 04.   | Wolf-Dieter Poschmann | 4764   |
| 05.   | Frank Buschmann       | 4578   |
| 06.   | Marcel Reif           | 3150   |
| 07.   | Sigi Heinrich         | 2478   |
| 08.   | Steffen Simon         | 2102   |
| 09.   | Tobias Barnerssoi     | 1555   |
| 10.   | Peter Leissl          | 1134   |

## Newcomer des Jahres
| Platz | Person       | Prozent |
| ----- | ------------ | ------- |
| 01.   | Kati Wilhelm | 37,9 %  |
| 02.   | Jens Lehmann | 18,6 %  |
| 03.   | Julia Scharf | 13,2 %  |

## Herbert-Award für das Lebenswerk
Ernst Huberty erhielt den Herbert-Award für sein Lebenswerk.

## Emotionalste TV-Livereportage des Jahres
Wurde als einzige Kategorie durch ein Online-Voting auf bild.de gewählt.
| Platz | Person               | Prozent |
| ----- | -------------------- | ------- |
| 01.   | Wolff-Christoph Fuss | 42 %    |
| 02.   | Marc Hindelang       | 23 %    |
| 03.   | Heiko Waßer          | 13 %    |